# Mugali, Chikodi
Mugali là một làng thuộc tehsil Chikodi, huyện Belgaum, bang Karnataka, Ấn Độ.